# Seznam bosanskih banov
Prvi dokumentirani vladarji Bosne so bani. To ozemlje so upravljali kot vazali ogrskega kralja.
| ime                                                                                 | obdobje vladanja                                                  | opombe | soproga                                                                    |
| ----------------------------------------------------------------------------------- | ----------------------------------------------------------------- | --- | -------------------------------------------------------------------------- |
| Borić (* Slavonija, okrog 1100 - † Slavonija, 1165)                                 | 1154 - 1164                                                       | Slavonski velikaš. Prvi imensko poznani ban Bosne. Oblast je izgubil v bitki z Bizantinci. | Lavica Vukimirović                                                         |
| Bosna pod oblastjo bizantinskega carja Manuela I. Komnena (1164 - 1180).            |                                                                   | |                                                                            |
| Kulin (* Slavonija, okrog 1145 - † 1204)                                            | 1180 - 1204                                                       | Zaščitnik bogumilov. Bosna v njegovem času zaživi v miru in ekonomskem blagostanju. Sprva vazal bizantinskega carja, pozneje kot vazal ogrskega kralja. | Vojslava                                                                   |
| Štefan Kulinić (* ? - † Usora, 1336)                                                | 1204 - 1232                                                       | Sin bana Kulina. Aktivno sodeluje s papežem Gregorjem IX. v boju proti bogumilom. Očeta in mater obtoži bogumilstva, njih pripadnike prične izganjati iz Bosne, papež pošlje v Bosno inkvizitorje. Ljudstvo bana zasovraži in leta 1232 je prisiljen odstopiti s položaja. | Ancila 1 sin (Usorski knez Sebislav)                                       |
| Matej Ninoslav (* ? - † 1250)                                                       | 1232 - 1250                                                       | Pristaš bogumilov. Pri bizantinskem (1238) in ogrskem (1244) kralju izzval vojaške pohode nad Bosno. Pozneje knez Splita. | neznano                                                                    |
| Prijezda I. Kotromanić (* Ogrska, 1211 - † Slavonija, 8. maj 1287)                  | 1250 - 1287                                                       | Ljudstvo ga zavrača zaradi spreobračanja naroda v rimokatoliško vero. | Elizabeta Slavonska                                                        |
| Prijezda II. Kotromanić (* Zemunik Donji, 1233/1242 - † Srebrenik, 1290)            | 1287 - 1290                                                       | Sin Prijezde I., vladal je do smrti skupaj s svojim bratom. | ni bil poročen                                                             |
| Štefan I. Kotromanić (* Zemunik Donji, 1242 - † Srebrenik, 1314)                    | 1287 - 1299                                                       | Sin Prijezde I., do 1290 vladal skupaj s svojim bratom Prijezdo II., nato samostojno. Bil je pod vplivom svojega tasta, srbskega kralja Štefana Dragutina. | Elizabeta Nemanjić (imel je 3 sinove, 2 hčerki)                            |
| Mladen I. Šubić (* 1255 - † 1304)                                                   | 1299 - 1304                                                       | Njegov brat Pavel I. Šubić Bribirski mu je podelil naziv bosanskega bana. Umre v bitki proti bogumilom. | neznano                                                                    |
| Mladen II. Šubić (* okrog 1270 - † Ogrska, 1341/43)                                 | 1304 - 1320                                                       | Nečak Mladena I., sin Pavla I. Šubića, od 1312 do 1320 tudi ban Hrvaške in Dalmacije. Od 1314 dalje ga naslednik Štefan II. ne priznava za bana Bosne. Poslednji ban iz družine Šubićev.                                                                                   | neznano                                                                    |
| Štefan II. Kotromanić (* ? - † Mile (Visoko), september 1353)                       | 1314 - 1353                                                       | Sin Štefana I. Za časa njegove vladavine je Bosna doživela največji obseg. Uspe vzpostaviti odlične diplomatske odnose z evropskimi dvori. | Elizabeta Pjast (ortenburška grofica in bolgarska princesa) (ima 1 hčerko) |
| Štefan Tvrtko I. Kotromanić (* okrog 1338 - † Mile (Visoko), 10. marec 1391)        | 1353 - 1366 1367 - 26. oktober 1377 zatem kot prvi bosanski kralj | Sin Vladislava Kotromanića, vladavino začel pod regentstvom matere, Jelene Šubić. Mlajši brat Vuk ga izžene iz Bosne, vendar se s pomočjo ogrskega kralja vrne na oblast. Njegova mlajša sestra je celjska grofica Katarina Celjska.                                       | Doroteja Bolgarska (2 sinova in mogoče še dva druga otroka)                |
| Štefan Vuk Kotromanić (* grad Bobovac (ali Srebrenik) 1345 - † Mile (Visoko), 1374) | 1366 - 1367                                                       | Sin Vladislava Kotromanića, bosanskega plemiča. Uprl se bratu Tvrtku I., ga izgnal na Ogrsko in za eno leto zavladal Bosni kot njen ban. | neznano                                                                    |

Leta 1377 se ban Tvrtko I. okrona za kralja Bosne.
Za seznam njegovih naslednikov, glej seznam bosanskih kraljev.
1. ↑  Enver Imamović: Korijeni Bosne i bosanstva: izbor novinskih članaka, predavanja sa javnih tribina, referata sa znanstvenih skupova i posebnih priloga, Sarajevo: Međunarodni centar za mir, 1995; COBISS.SI-ID: 87295490.
2. ↑  Štefan Vuk Kotromanić se v listinah zadnjič omenja 8. decembra 1374, na dan kronanja njegovega brata Tvrtka I. Kotromanića in njegove soproge Doroteje Bolgarske.